# استانیسلاو باچف
استانیسلاو باچف (بلغاری: Станислав Бачев؛ زادهٔ ۳۰ ژانویهٔ ۱۹۷۸) بازیکن فوتبال اهل بلغارستان است.
از باشگاه‌هایی که در آن بازی کرده است می‌توان به باشگاه فوتبال باکو و باشگاه فوتبال لیتکس لووچ اشاره کرد.